# Арним, Фердинанд фон
Фердинанд фон А́рним (нем. Ferdinand von Arnim; 15 сентября 1814, Трептов-ан-дер-Рега, Померания — 23 марта 1866, Берлин) — немецкий архитектор периода историзма, рисовальщик и живописец-акварелист. Ученик и последователь К. Ф. Шинкеля. Работал в разных неостилях в Берлине и Потсдаме.

## Биография
Фердинанд Арним родился в Трептов-ан-дер-Рега в Померании (современный Тшебятув, Польша), в семье прусского капитана Фридриха Людвига фон Арнима и его жены Генриетты, урождённой Гадебуш. Он получил образование землемера, в 1833—1838 годах изучал архитектуру в Королевской строительной академии в Берлине. После завершения учёбы в 1839 году вступил в Берлинскую ассоциацию архитекторов (Architektenverein zu Berlin), с 1840 года работал управляющим строительством у архитектора Людвига Персиуса, ученика К. Ф. Шинкеля. В 1844 году получил должность строительного инспектора, в 1845 году стал архитектором в комиссии по возведению дворцов. Кроме того, Фердинанд фон Арним служил архитектором у принца Карла Прусского, третьего сына Фридриха Вильгельма III.
С 1846 года фон Арним преподавал в Берлинской строительной академии, а в 1857 году стал её профессором. В 1848 году он получил звание придворного архитектора. В 1855—1863 годы Фердинанд фон Арним участвовал в частности в создании парка Мускау для князя Германа фон Пюклера-Мускау.
Фердинанд фон Арним умер в Берлине в 1866 году в возрасте пятидесяти одного года. Похоронен на потсдамском Борнштедтском кладбище недалеко от могилы Людвига Персиуса.

## Творчество
- 1841—1844 — участие в возведении Хайландскирхе в Потсдаме-Сакрове под руководством Людвига Персиуса;
- 1845—1848 — Фриденскирхе в Потсдаме, совместно с Людвигом Персиусом по проекту Людвига Персиуса и Фридриха Августа Штюлера;
- 1846 — Норманнская башня на горе Руиненберг по проекту Людвига Персиуса;
- 1848 — Вилла генерал-майора фон Хааке в Потсдаме;
- 1850 — Монастырский двор дворца Глинике в Ванзе;
- 1859—1860— Вилла фон Арнима в Потсдаме;
- 1860—1861 — Вилла Арндта в Потсдаме;
- 1860—1861 — реконструкция Охотничьего дворца Глинике;
- 1863—1867 — дома в швейцарском стиле в Кляйн-Глинике (квартал вилл в потсдамском районе Бабельсберг), сохранилось 4 из 10;
- 1864—1868 — неоготическая Замковая церковь в Крёхлендорфе, Бранденбург.

## Галерея

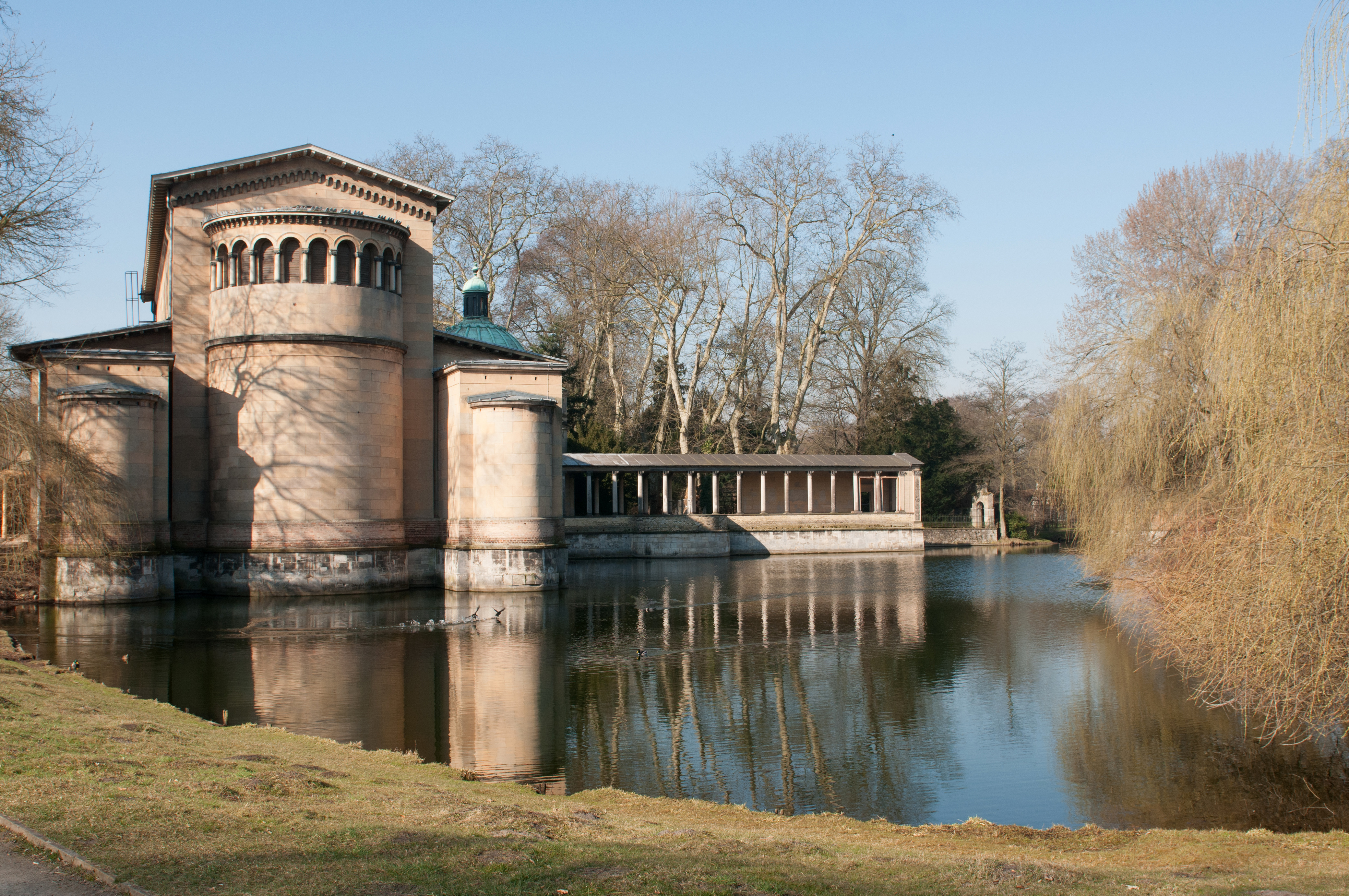
Фриденскирхе в Потсдаме. По проекту Л. Персиуса и Ф. А. Штюлера. 1845—1848
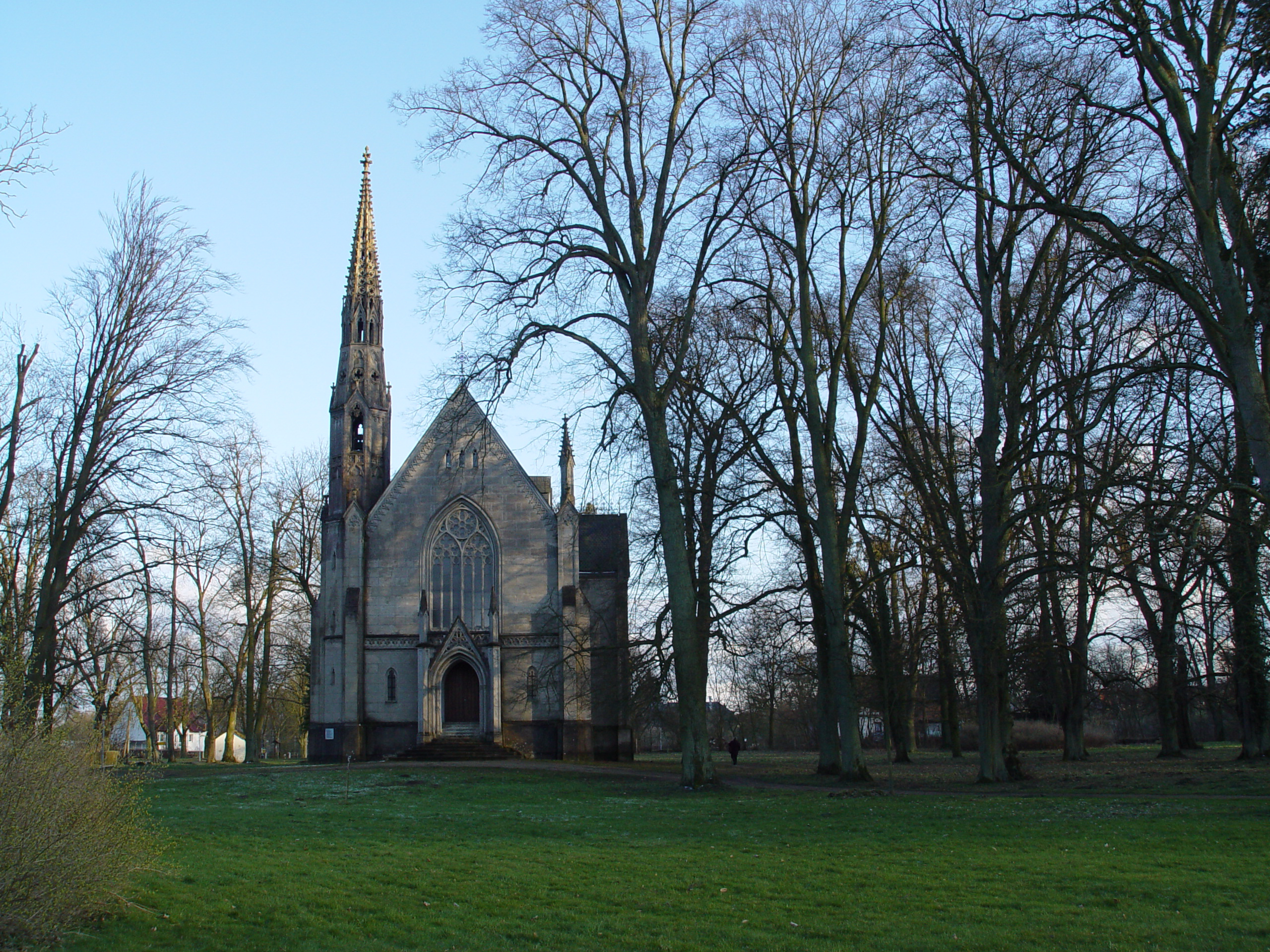
Замковая церковь в Крёхлендорфе, Бранденбург. 1864—1868
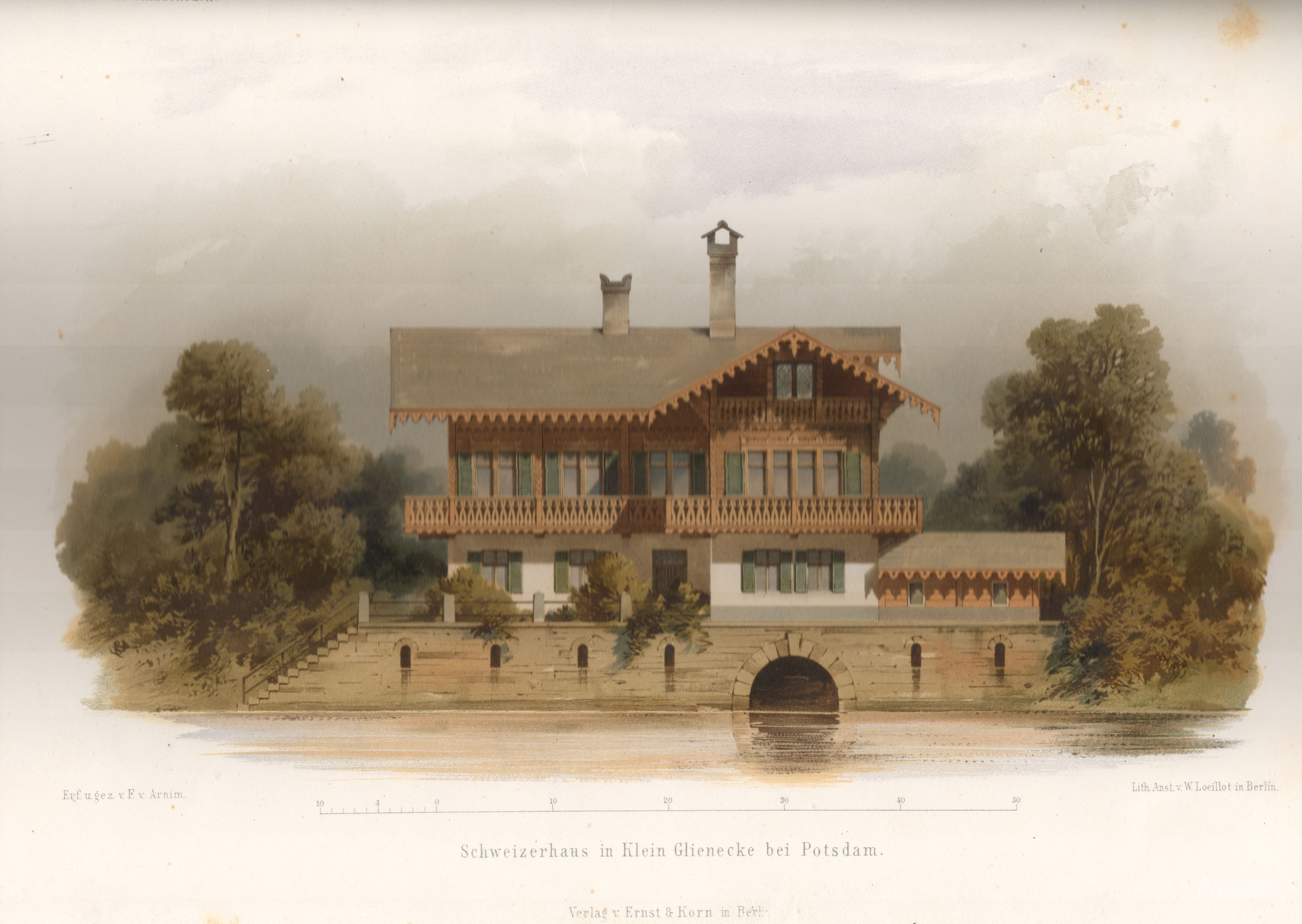
Один из «швейцарских домов» в Кляйн-Глинике. Бабельсберг, Потсдам. Проект Фердинанда фон Арнима. 1867
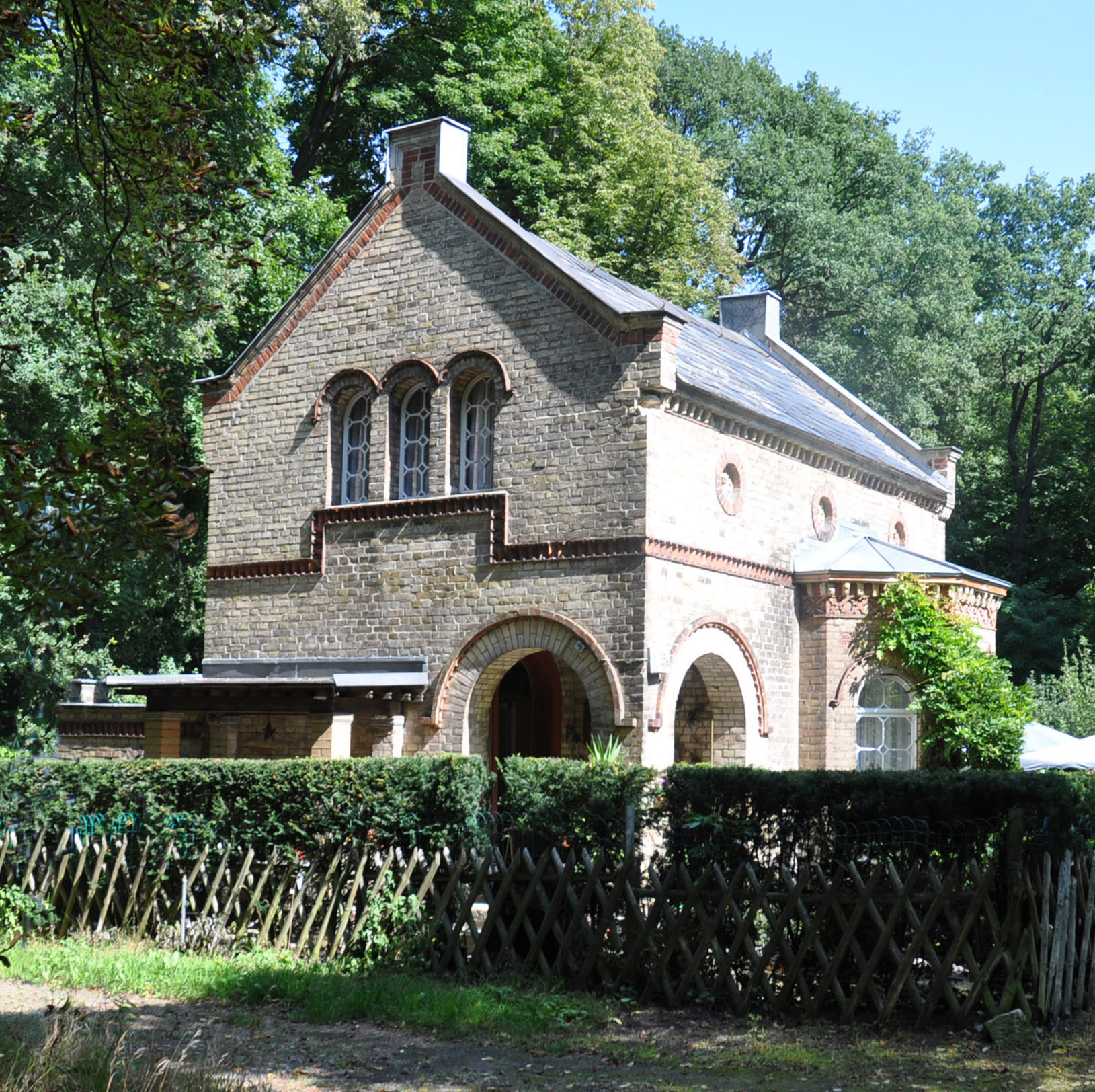
Главные ворота парка Кляйн-Глинике
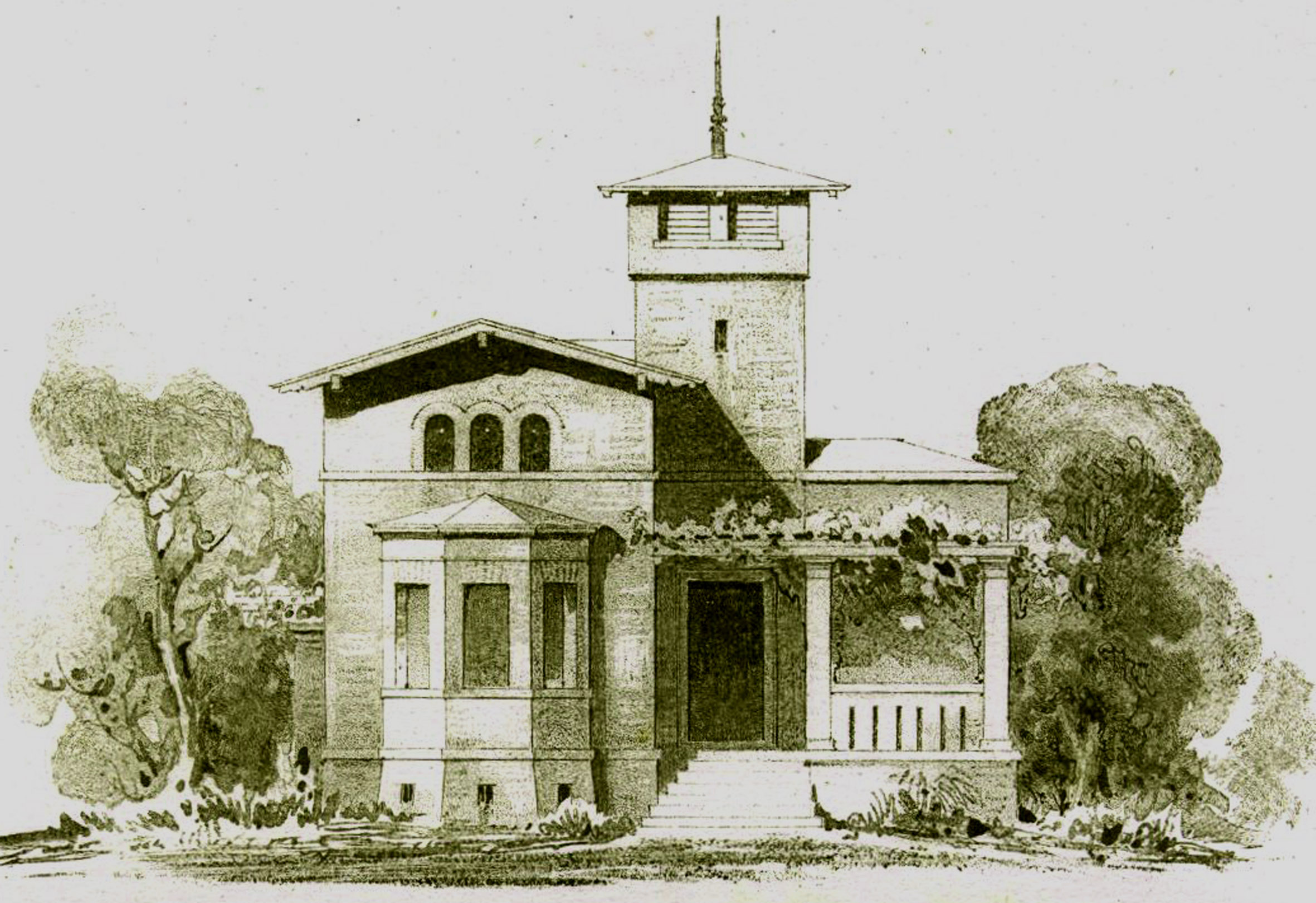
Проект садовых ворот. Кляйн-Глинике
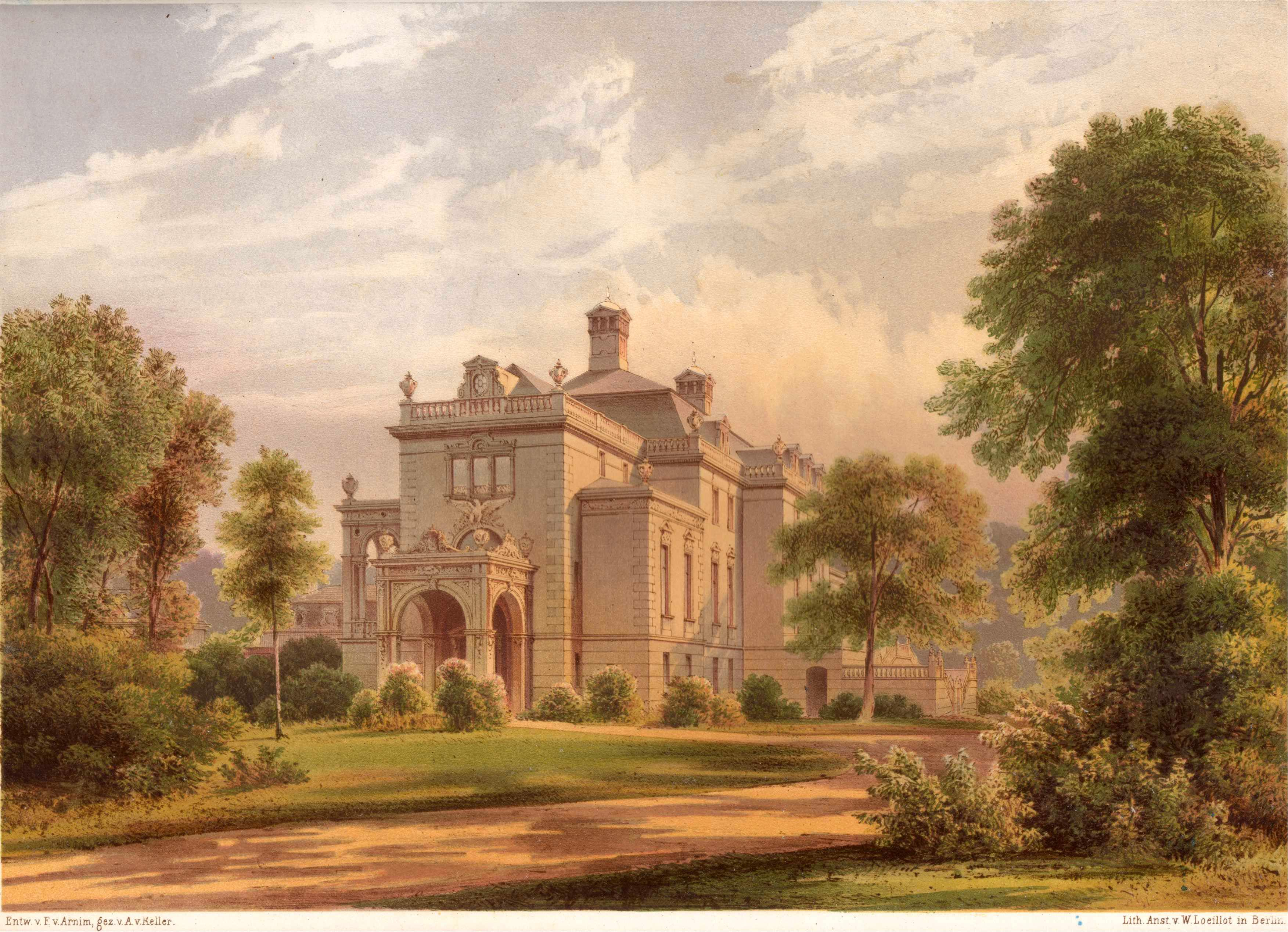
Берлинский охотничий домик в Глинике. 1865
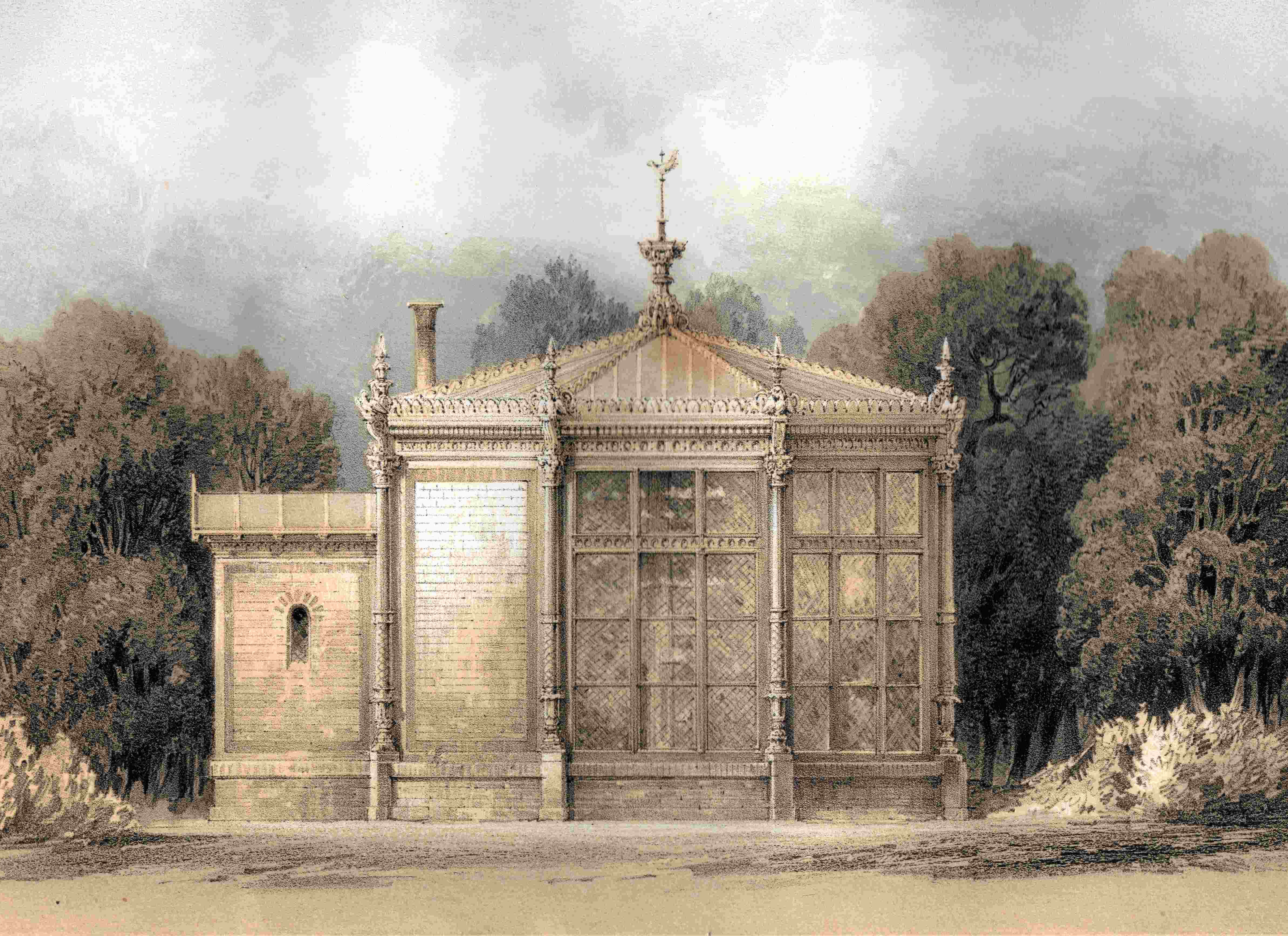
Канареечный домик в парке Кляйн-Глинике
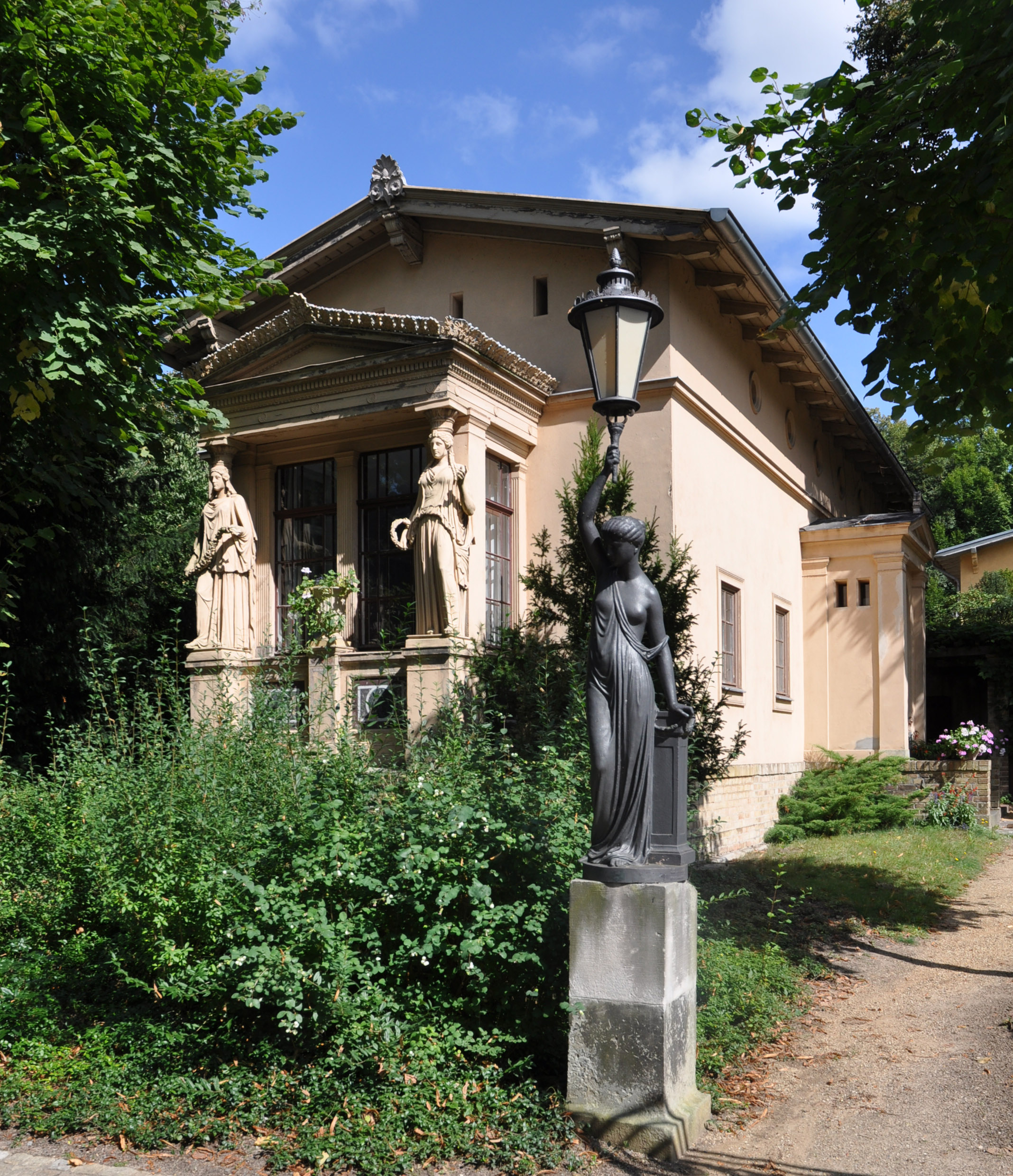
«Сторожка» в парке Кляйн-Глинике
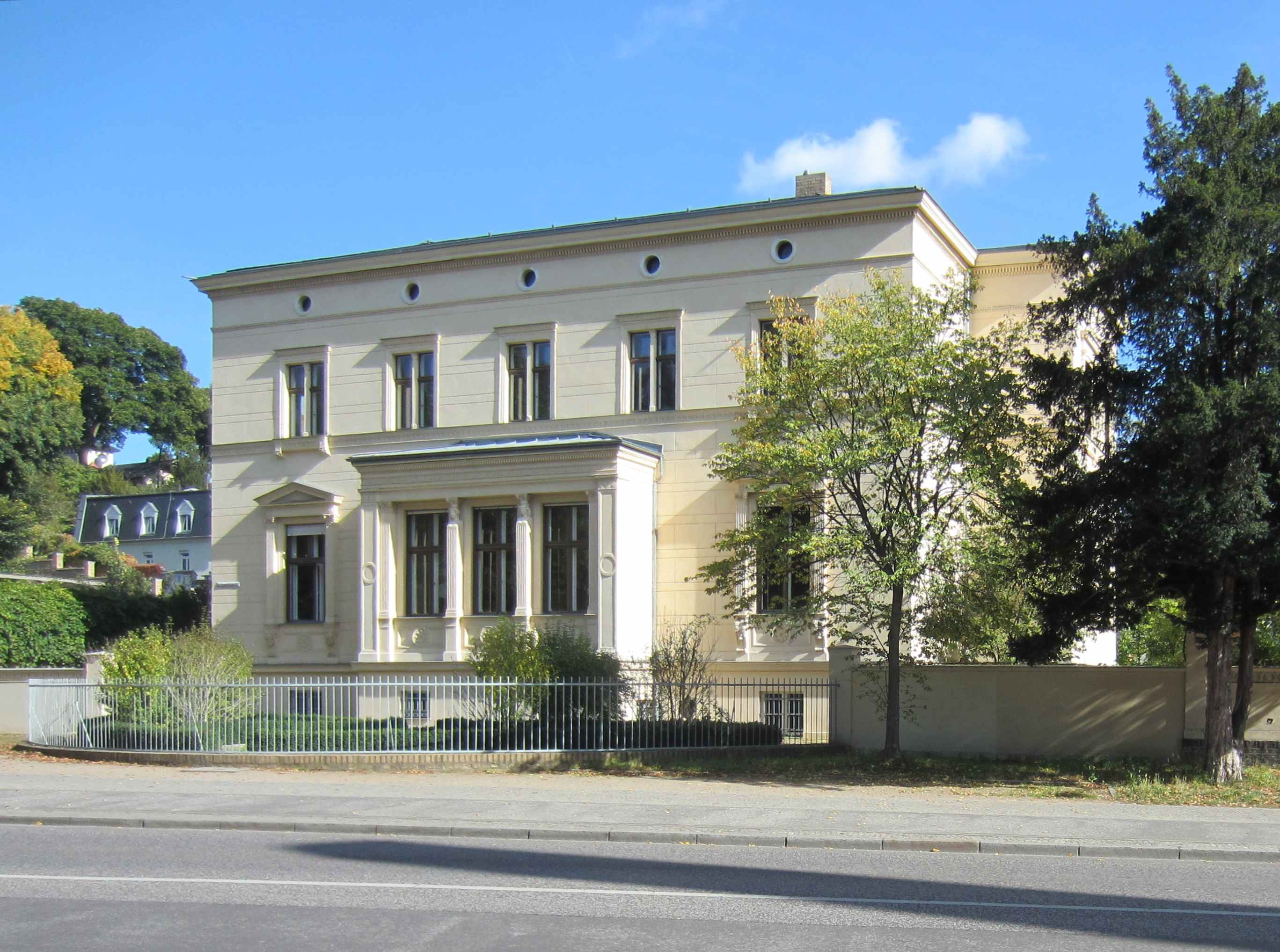
Вилла фон Арним в Потсдаме
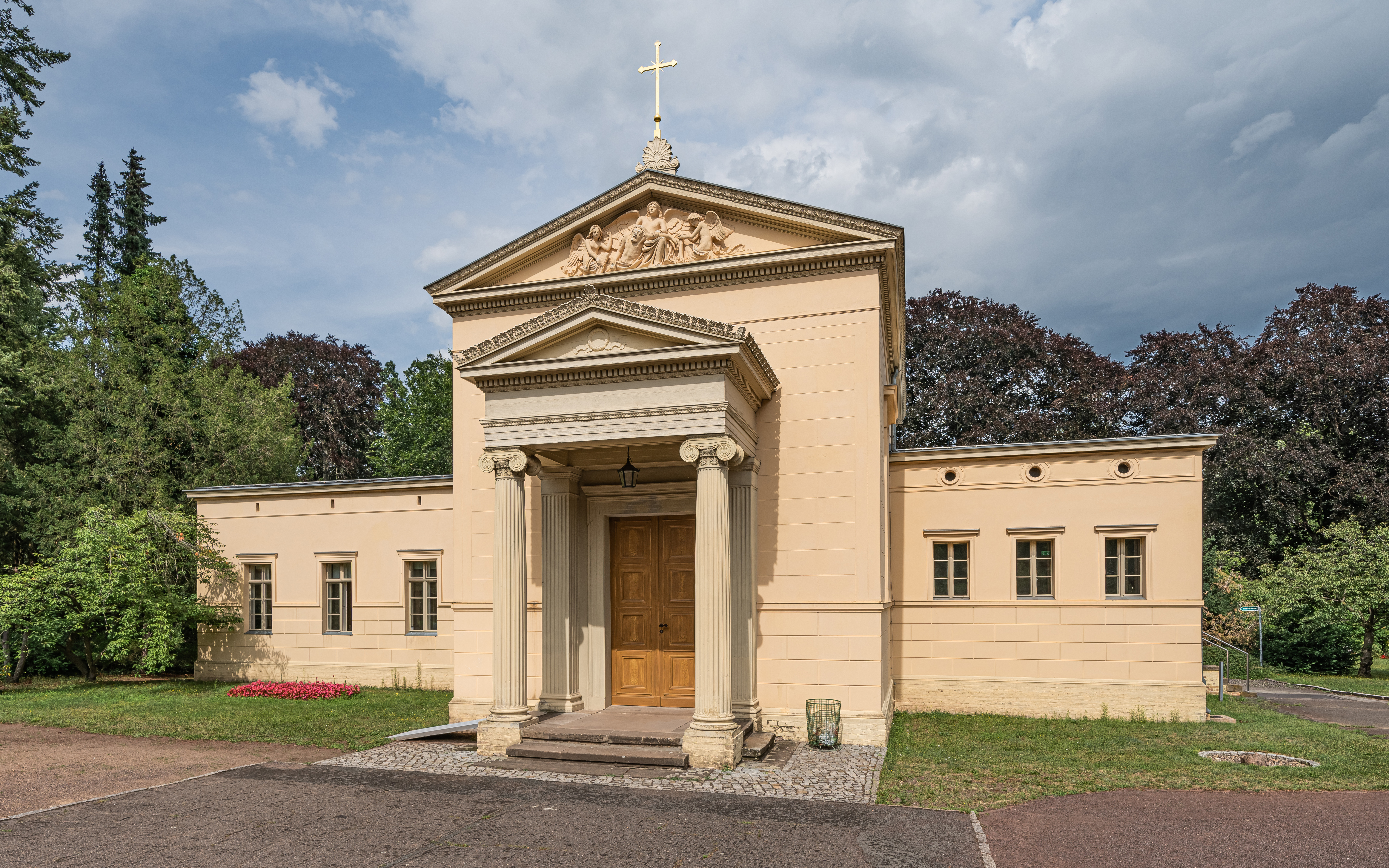
Церковь старого кладбища на Генрих-Манн-Аллее в пригороде Тельтауэр, Потсдам